# Tawaif

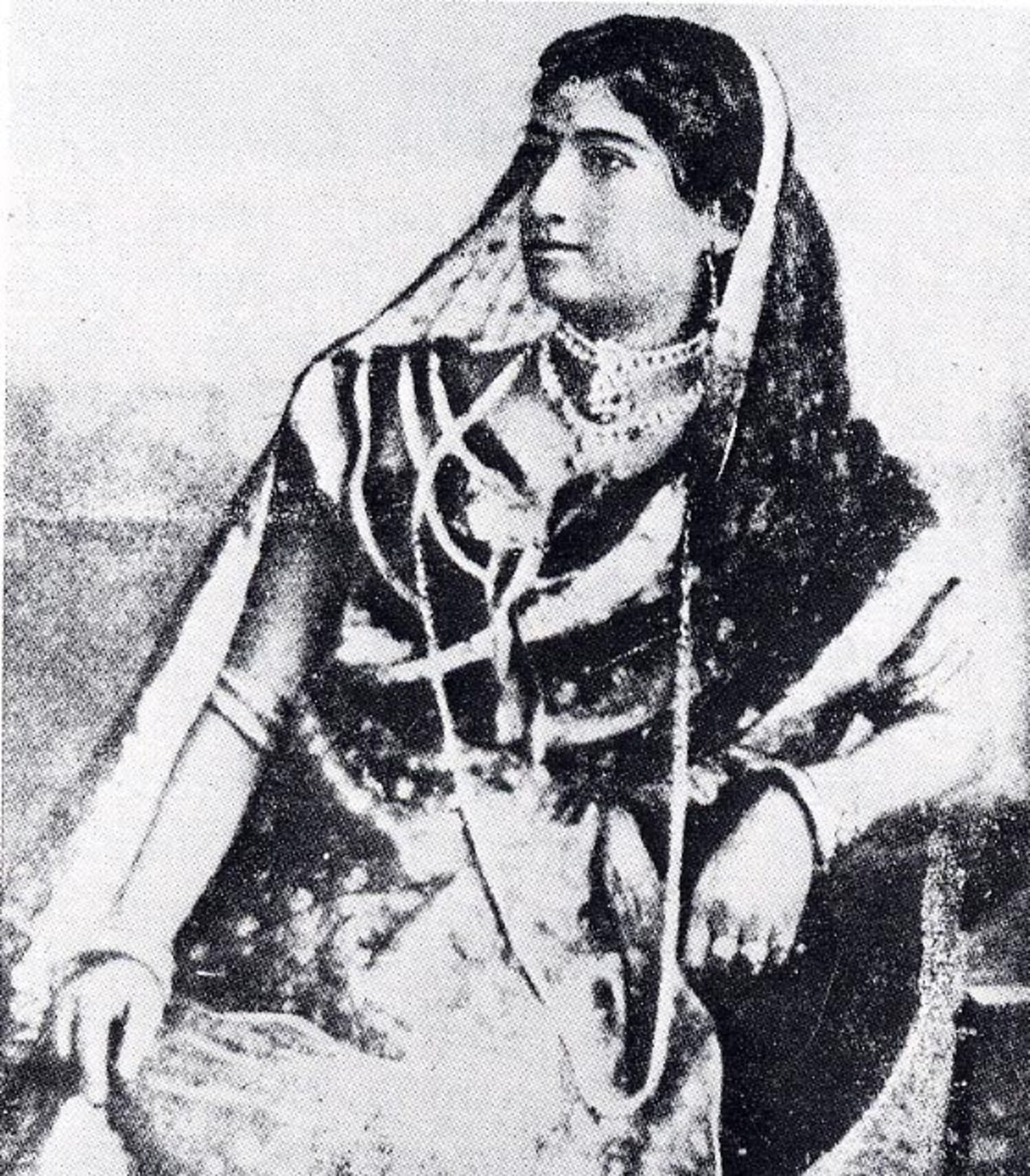
La tawaif Binodini Dasi

Una tawaif (en urdu: طوائف‎) fue una cortesana muy sofisticada que atendía a la nobleza del subcontinente indio, particularmente durante la época mogola. Las tawaifes destacaron y contribuyeron a la música, la danza (mujra), el teatro y la tradición literaria urdu, y eran consideradas una autoridad en etiqueta. Las twaifes fueron una institución del norte de la India central para la cultura de la corte mogola a partir del siglo XVI en adelante y se hicieron aún más prominentes con el debilitamiento del gobierno mogol a mediados del siglo XVIII. Contribuyeron significativamente a la continuación de las formas tradicionales de la danza y la música y luego al surgimiento del cine indio moderno.

## Historia

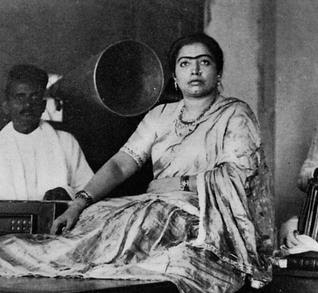
Gauhar Jaan

El patrocinio de la corte mogola antes y después de la dinastía mogola en la región de Doab y el ambiente artístico del siglo XVI en Lucknow hicieron que las carreras relacionadas con el arte tuvieran una perspectiva viable. Muchas niñas fueron tomadas a una edad temprana y entrenadas tanto en artes escénicas (tales como música clásica indostaní y kathak) como en literatura (gazal, thumri) con altos estándares. Una vez que habían madurado y poseían un dominio suficiente sobre el baile y el canto, se convertían en tawaif o cortesanas de clase alta que servían a los ricos y nobles.
La introducción de la tawaif en su profesión estaba marcada por una celebración, la llamada ceremonia missī, que habitualmente incluía el ennegrecimiento inaugural de sus dientes.
También se cree que los jóvenes futuros nawabs eran enviados a estas "tawaifes" para aprender "tameez" y "tehzeeb", lo que incluía la habilidad de diferenciar y apreciar buena música y literatura, tal vez incluso practicarla, especialmente el arte de la escritura gazal. Para el siglo XVIII, se habían convertido en el elemento central de la cultura educada y refinada en el norte de la India.
Estas cortesanas danzaban, cantaban (especialmente los gazales), recitaban poesía (shairi) y entretenían a sus pretendientes en mehfiles. Al igual que la tradición geisha en Japón, su propósito principal era entretener profesionalmente a sus invitados, y aunque el sexo era a menudo incidental, no estaba asegurado contractualmente. Las tawaifes de clase alta o las más populares a menudo podían elegir entre los mejores de sus pretendientes.
Algunas de los tawaifes más conocidas fueron Begum Samru (que se levantó para gobernar el principado de Sardhana en Uttar Pradesh occidental), Moran Sarkar (que se convirtió en la esposa del maharajá Ranjit Singh), Wazeeran (patrocinada por el último nawab de Lucknow, Wajid Ali Shah), Begum Hazrat Mahal (la primera esposa de Wajid Ali que desempeñó un papel importante en la rebelión de los cipayos), Umrao Jaan (un personaje de ficción), Gauhar Jaan (una notable cantante clásica que cantó para el primer disco grabado de la historia de la India), y Zohrabai Agrewali.

## Declive

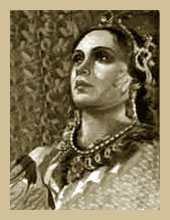
Fatima Begum

La anexión de Oudh por los británicos en 1856 fue el primer golpe mortal para esta institución medieval. Pronto no fue favorecida por los británicos, y las mujeres fueron tildadas de prostitutas para difamarlas. Los reformistas sociales se opusieron a ellas por considerarlas decadencia social. Las instituciones sobrevivieron hasta la independencia de la India. Algunas de las tawaifes más famosas fueron:
- Malka Jaan y su hija Gauhar Jan (1873-1930) que actuaron en la primera grabación de una canción india en 1902.[11]
- Jaddanbai (1892-1949), una maestra compositora, cantante, actriz e incluso cineasta.
- Begum Akhtar (1914-1974) Padma Bhushan.
- Zohrabai Ambalewali (1918-1990).
- Binodini Dasi (1862-1941).
- Fatma Begum (1892-1983) y su hija Zubeida (1911-1988), que actuaron en la primera película sonora india Alam Ara (1931).
- Rasoolan Bai (1902-15 de diciembre de 1974).
- Roshan Ara Begum (1917-6 de diciembre de 1982)  Sitara-i-Imtiaz.
- Zareena Begum of Lucknow (1947-2018)[12]

Solían ser la única fuente de música y danza popular y a menudo eran invitadas a actuar en bodas y otras celebraciones. Algunas de ellas se convirtieron en concubinas de majarajás y personas ricas. Sin embargo, con el surgimiento de las películas y la industria discográfica, perdieron popularidad.

## Cultura popular
La imagen de la tawaif ha tenido un atractivo duradero, inmortalizadas en las películas de Bollywood. Entre las películas con una tawaif como personaje central figuran Devdas (1955), Sadhna (1958), Pakeezah (1972), Amar Prem (1972), Umrao Jaan (1981), Tawaif (1985), Pati Patni Aur Tawaif (1990), Devdas (2002), y el documental, The Other Song (2009). Otras películas representan a una tawaif en un papel secundario, a menudo en situaciones en las que un hombre en un matrimonio sin amor acude a ella.
Actualmente, el término en urdu ha sufrido una peyoración semántica y es sinónimo de prostituta.